# فوج مغاوير البحر
فوج مغاوير البحر أو مشاة البحرية السورية هي وحدة عسكرية تتمركز في محافظة اللاذقية. تشارك في عمليات في الحرب الأهلية السورية. تأسست في 2016، من خلال دعم المستشارين الروس.
في فبراير 2016، شارك مشاة البحرية السورية في هجوم اللاذقية بجانب القوات الحكومية السورية.